# Pitho anisodon
Pitho anisodon is een krabbensoort uit de familie van de Mithracidae. De wetenschappelijke naam van de soort is voor het eerst geldig gepubliceerd in 1872 door von Martens.